# Коротконогая лягушка
Коротконогая лягушка (лат. Clinotarsus curtipes) — вид земноводных из семейства настоящих лягушек.

## Описание
Общая длина достигает 7—10 см. Голова большая, морда короткая, округлая, с хорошо выраженным углом глазной щели. Ноздри ближе к концу морды, чем к глазу. Зубы слаборазвитые, иногда нечёткие. У самцов есть горловой мешочек. Туловище мускулистое. От глаз к лапам тянутся симметричные складки. Конечности небольшие, короткие. Пальцы задних лап частично перепончатые. Кожа мелкозернистая. Окраска сероватая или коричневая с черноватыми пятнышками или без них. Конечности фиолетово-коричневого цвета. Глаза имеют красную радужку.
Обитает в западной Индии (штаты Керала, Карнатака, Тамилнад). Любит влажные тропические леса. Встречается на высоте до 2000 метров над уровнем моря. Активна ночью. Питается насекомыми.
Самка откладывает яйца в полости, наполненные водой, небольшие водоёмы. Развитие головастиков продолжается с июля по март. Питаются они исключительно растительной пищей. До конца января появляются зачатки задних конечностей и начинается редукция желудка. В феврале заканчивается формирование конечностей и начинается рассасывание хвоста.